# Al-Xabab

El Moviment dels Joves Mujahidins (somali: Harakat Al Shabaab Al Mujahideen), més conegut com al-Xabab (‘els Joves'), és un moviment gihadista d'Àfrica oriental i el Yemen.

## Història
Va sorgir el 2004 reclutant combatents per fer la guerra santa a l'ombra de les Corts Islàmiques de Somàlia, organització dins la qual fou considerada de l'ala dura. El 10 de juny del 2006 el diari britànic The Guardian deia que el seu cap Aden Hashi Farah "Ayro", lloctinent de Hassan Dahir Aweys, president del consell o shura de les corts i antic cap d'Al-Itihaad al-Islamiya, estava vinculat a la mort de quatre cooperants occidentals i d'una dotzena de somalis implicats en la lluita contra el terrorisme. El 15 de juny del 2006 Aden Hashi Farah «Eyrow» hauria rebut un gran nombre d'armes d'Eritrea i un nou enviament d'armament es va rebre el 26 de juliol del 2006.) Aden Eyrow va enviar el juliol a un grup de 720 combatents a rebre entrenament al Líban i lluitar contra els israelians, dels quals 100 van retornar a Somàlia més tard ja entrenats, junt amb 5 membres de Hezbollah.
Després del 29 de desembre del 2006 quan els etíops van ocupar Mogadiscio per compte del Govern Federal de Transició, uns 3000 militants islamistes van passar a la clandestinitat i van formar cèl·lules tant a Mogadiscio com a altres llocs de Somàlia. Al-Qaida va fer una crida a mantenir el gihad contra els etíops i els enemics seculars, el Govern Federal de Transició (GFT). El 19 de gener del 2007 el website de la Unió de Corts Islàmiques de Somàlia va penjar un vídeo anunciant la formació del Moviment de Resistència Popular a la Terra de les Dues Migracions, també anomenat Moviment Insurgent del Poble Somali o Moviment de Resistència del Poble Somali, del que el dia 24 de gener s'anunciava que el cap per la regió de Banaadir era el xeic Abdi Kadir. El 31 de gener del 2007 convidaven a les forces de pau de la Unió Africana (que s'havien de dir AMISOM) a sortir de Somàlia.
Al-Xabab, ara dins el Moviment de Resistència Popular a la Terra de les Dues Migracions, es va reorganitzar el febrer de 2007 a Mogadiscio i altres ciutats i va començar a reclutar nous combatents i reorganitzar als antics, per lluitar contra els etíops. Se suposava que encara estaven dirigits per Adan Hashi Ayro, comandant militar de les corts a Mogadiscio, suposadament entrenat a Afganistan i sospitós de participar en actes terroristes contra els Estats Units, el qual després fou nomenat com a delegat d'Al-Qaida a Somàlia el 22 de maig del 2007, però altres informacions contradiuen aquesta suposició. El 9 de febrer del 2007 una manifestació de 800 persones a la part nord de Mogadiscio (on els islamistes tenien molt de suport) van cremar banderes dels Estats Units, Etiòpia i Uganda en protesta per la proposada missió de pau de la Unió Africana aprovada per l'ONU (AMISOM). Abdi Rizak, portaveu emmascarat del grup anunciava que els etíops serien atacats arreu.
El març del 2007 diversos sub clans hawiye se'ls van unir i van poder atacar la capital, i la repressió etíop va ajudar a consolidar el moviment. Milers de ciutadans van haver de fugir dels combats a la capital. L'abril Al-Xabab es va reunir a Mogadiscio amb diverses organitzacions islàmiques incloent membres de l'antiga Al-Itihaad al-Islamiya (acusat de ser un grup d'Al-Qaida) i els Germans Musulmans. D'aquesta reunió va sortir el Moviment de la Joventut Mujahidín que de fet no es va donar a conèixer oficialment fins al juny (abans el nom havia aparegut a llocs islamistes d'Internet reivindicant atemptats suïcides) quan van tractar d'assassinar al primer ministre Ali Mohamed Gedi.
Al-Xabab, com a part del Moviment de la Joventut Mujahidín, va obtenir diverses victòries a la Vall del Juba (Jubbada Hoose i Jubbada Dhexe), i junt als grups hawiye a les regions de Shabeellaha Hoose i Shabeellaha Dhexe al llarg del 2007. Quan el setembre del 2007 les Corts Islàmiques de Somàlia i el Congrés de la Somàlia Unificada-Aliança Nacional Somali de Hussein Farrah Mohamed Aydid junior es van unir per formar l'Aliança pel Nou Alliberament de Somàlia, Al-Xabab i altres islamistes aliats (Moviment de la Joventut Mojahideen) se'n van desvincular.
El departament d'estat americà la va incloure el febrer del 2008 en la llista d'organitzacions terroristes d'acord amb la secció 219 de la llei d'Immigració i Nacionalitat dels Estats Units (INA).
 i també ho va fer el Servei de Seguretat de la Policia Noruega i el Servei de Seguretat Suec. Els seus membres (entre 3000 i 7000 abans del 2006; un nombre desconegut actualment) rebien un entrenament bàsic de sis setmanes i alguns anaven a formar-se a Eritrea. S'acusà també a l'organització d'acollir a grups procedents dels pirates d'Harardhere i Hobyo i la costa al nord de Mogadiscio
Al-Xabab, dins el Moviment de la Joventut Mujahidín, va obtenir la més gran victòria militar a l'agost del 2008 quan va reconquerir Kismaayo derrotant a l'Aliança de la Vall del Juba de Barre Adan Shire Hiiraale, que en tenia el control després de l'ocupació etíop l'1 de gener del 2007. Tot seguit Al-Shabbab va començar el desarmament dels grups locals armats

## Aliança amb Al-Qaeda
El 2012, Al-Shabaab va prometre fidelitat a la militant organització islamista Al-Qaeda i al seu líder Ayman al-Zawahiri. Al febrer de 2012, alguns dels líders del grup van discutir amb Al-Qaeda i van perdre terreny ràpidament. A l'agost de 2014 el govern somali va llançar l'Operació Oceà Índic per netejar les bosses de control que tenien els insurrectes a les zones rurals, i l'1 de setembre de 2014, un dron nord-americà va matar al líder de l'organització Ahmed Abdi Godane, també conegut com Mukhtar Abu Zubair.
Des de 2015, el grup s'ha retirat de les principals ciutats però controla grans parts de les zones rurals, i es manté fort i actiu i és responsable de molts atacs terroristes amb xifres elevades de morts, inclosos l’atac del centre comercial Westgate de setembre de 2013, l'Atemptat a la Universitat de Garissa en 2015, els bombardejos de Mogadiscio el 14 d’octubre de 2017 i desembre de 2019.
En 2015, Adan Garar, un dels líders d'al-Xabab morí a Bardera per l'atac d'un dron dels Estats Units.